# Zunfthaus zur Zimmerleuten
Le Zunfthaus zur Zimmerleuten est un bâtiment situé dans la ville de Zurich, en Suisse.

## Histoire
Lors de fouilles archéologiques menées en 2007, des traces d'habitation datant de l'époque gallo-romaine ont été mises au jour, de même qu'une maison de bois, détruite par un incendie datant du Xe siècle ou du XIe siècle. La dendrochronologie a permis de déterminer que le bâtiment a été reconstruit sur trois étages au XIIe siècle, en particulier à l'aide de poutres venant d'arbres abattus pendant l'hiver 1156-1157.
Après avoir été la propriété du maire de Zurich Rudolf Schön, le bâtiment devient, dès 1456 le siège des corporations des menuisiers, des maçons et des tonneliers sous le nom de « Zum Roten Adler ». Il gardera ce nom jusqu'au XIXe siècle où le nom actuel de « Zunfthaus zur Zimmerleuten » a prévalu.
Considéré comme l'un des monuments les plus précieux de l'art baroque à Zurich, le bâtiment connait plusieurs rénovations, parmi lesquelles la transformation du porche en pierre au XVIIIe siècle, rénovation du rez-de-chaussée et du premier étage à la fin du XXe siècle. Inscrit comme bien culturel d'importance nationale, le bâtiment accueillait (en plus des réunions des guildes), les réunions du Parti radical-démocratique zurichois.
Dans la nuit du 14 au 15 novembre 2007, le grenier et le deuxième étage du bâtiment ont été détruits par le feu. L'incendie a coûté la vie à un sergent des pompiers de la ville et a détruit une partie des archives des corporations qui n'avaient pas encore été transférées aux archives de l'État. La reconstruction, entreprise rapidement, devait originellement être terminée pour la fête de Sechseläuten 2010, mais n'a finalement eu lieu qu'au mois d'octobre de la même année.

## Sources
- (de) Cet article est partiellement ou en totalité issu de l’article de Wikipédia en allemand intitulé « Zunfthaus zur Zimmerleuten » (voir la liste des auteurs).